# Mansourieh
Mansourieh, (en arabe : المنصورية al-Manṣūriyat) est une ville du district de Metn dans le gouvernorat du Mont-Liban au Liban.

## Description générale
Mansourieh est situé à environ 10 km à l'Est de Beyrouth, sur une colline qui surplombe la capitale dans le Metn Nord.

## Étymologie
Le nom de Mansourieh est dérivé du mot arabe Manṣūr arabe : منصور qui signifie le victorieux.

## Géographie

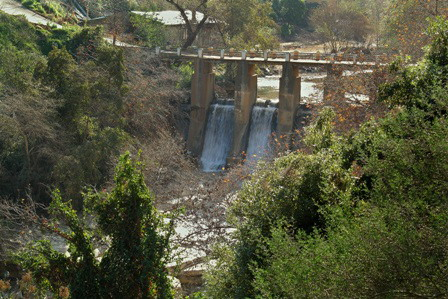
Pont de Mansourieh (Jisr es-Sid)

Mansourieh est bâtie sur la colline près de Beyrouth.
Mansourieh et plus notamment Daychounieh ont la spécifité d'être à la frontière de Hazmieh ville du Caza de Baabda. Une traversée de la rivière de Beyrouth permettant un accès rapide entre les deux villes.

## Données démographiques
En 2009, Mansourieh abrite une population d'environ 17 000 habitants parmi lesquels 1 445 électeurs inscrits et 2 254 résidents autochtones.
Le nombre de logements s'élève à 4 500
.
Mountazah est quant à lui le quartier le plus huppé de la ville et le moins habité, où les prix peuvent rivaliser avec ceux de la capitale (plus de 3 000 $ le mètre carré). Ne contenant que des villas et résidences et ce en raison de la magnifique vue sur la capitale, ainsi que la présence de nombreuses stars nationales (ou anciennes stars) dans l'agglomération tel que Najwa Karam. De plus, à proximité se trouve la demeure d'importantes personnalités qui enquêtent sur le meurtre de Rafiq Hariri, ancien premier ministre Libanais.

## Éducation
Mansourieh comprend les institutions académiques suivantes :
- École publique intermédiaire mixte (garçons et filles).

- College Eastwood EWC

- École Maximus V.

- Séminaire de Théologie Arabe Baptiste

- Université Libanaise, Littérature

En plus de ces institutions académiques situées à l'intérieur même des limites municipales, il existe un grand nombre d'institutions à proximité.
- Collège des Sœurs des Saints-Cœurs  (Ain Najem)

- Collège des Sœurs du Rosaire  (Montazah)

- Al-Kafaàt Foundation, Catering School  (Montazah)

- École Saint Martinos (Monte Verde)

- Université Saint-Joseph de Beyrouth  (Mar Roukouz)

- École la Sagesse  (Ain Saadeh)

- Collège des Frères Mont La Salle  (Ain Saadeh)

- Collège de la Sainte-Famille  (Fanar)

- Université libanaise, Human Sciences  (Fanar)

- Collège des Sœurs Antonines (Roumieh)

- Université libanaise, Engineering  (Roumieh)

## Institutions médicales
- Hospital Beit Al Ajouz (Mansourieh)

- Bellevue Medical Center  (Mansourieh)

## Sites archéologiques
Le site archéologique le plus connu est l'Aqueduc de Zubaida.

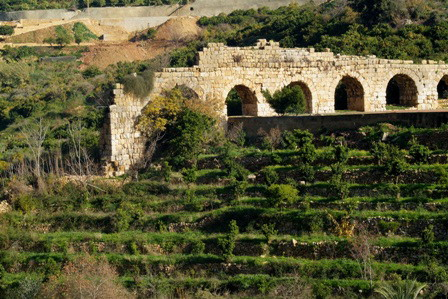
Aqueduc de Zubaida, Mansourieh

## Religion

### Églises
- Église Mar Elias (Saint-Elie) – Grec-Orthodoxe (Mansourieh)

- Église Miled Es-Saydeh  (Saint Mary Church) – Grec-Orthodoxe (Mansourieh)

- Église Mar Gergis (Saint Georges) – Maronite (Daychounieh)

- St. Thérèse  (Sainte-Thérèse de Lisieux) – Maronite (Ain Saadeh)

- Église Mar Elias (Saint-Élie) – Grec-Orthodoxe (Mkalles)

- Église Mar Elias (Saint-Élie) – Maronite (Mkalles)

### Familles
- Hajj (Abdo, Hajj, Issa, Khattar, Khoury, Wakim, Zeidan)

- Hamouch(Abi Khalil, Abi Nassif, Abi Rached, Hamouch, Merhej, Sakr)

- Murr

## Personnalité
- Samir Hanna (1947-2020), musicien libanais, est mort à Mansourieh.